# Памятник А. П. Ермолову (Грозный)
Памятник А. П. Ермолову был подарен городу Грозному главноначальствующим на Кавказе А. М. Дондуковым-Корсаковым в 1881 году. Возведён скульптором А. Л. Обером. Памятник представлял собой бронзовый бюст на четырёхгранном постаменте из песчаника.

## История
Памятник был установлен рядом с землянкой, в которой жил Ермолов при закладке крепости Грозная. Бюст и землянка располагались на нынешней улице имени Чернышевского (бывшая Ермоловская). В прежнее время неподалёку от этого места находилось здание офицерского собрания Куринского егерского пехотного полка.
Согласно другим источникам, реальная землянка Ермолова была сначала превращена в ле́дник, а позже снесена. Позже начальство спохватилось и приказало очистить под землянку Ермолова то ли курятник, то ли конюшню.
В 1922 году решением Грозненского городского совета бюст снесли в порядке реализации декрета Ленина «О памятниках республики». С 1926 года голова памятника хранилась в грозненском краеведческом музее и была частью его экспозиции. На этом месте был поставлен памятник чеченскому революционеру Асланбеку Шерипову.
В 1949 году, когда чеченцы и ингуши находились в депортации, памятник Шерипову был демонтирован, а бюст Ермолова был восстановлен скульптором И. Г. Твердохлебовым (по одной из версий, по личному указанию Л. П. Берии). При изготовлении нового бюста в качестве эталона была использована сохранившаяся голова старого. На ограждении памятника были установлены чугунные плиты с цитатами. На одной из них приводилось изречение самого Ермолова: «Никогда не разлучно со мной чувство, что я россиянин». На второй — слова А. С. Грибоедова о Ермолове: «Патриот, высокая душа, замыслы и способности точно государственные, истинно русская, мудрая голова». На третьей была надпись: «Народа сего под солнцем нет подлее и коварней. Ермолов о чеченцах». После смерти И. В. Сталина последняя надпись была удалена, но ниша с плитой осталась.
Власть преподносила Ермолова как выдающегося полководца и просветителя. Однако для вайнахов он оставался жестоким завоевателем. Было несколько попыток со стороны коренного населения взорвать бюст или снести его на законных основаниях, однако все они оказывались безуспешными. Тем не менее, на волне перестройки, в 1989 году памятник был демонтирован.